# North Kingsville
North Kingsville é uma vila localizada no estado norte-americano de Ohio, no Condado de Ashtabula.

## Demografia
Segundo o censo norte-americano de 2000, a sua população era de 2658 habitantes.
Em 2006, foi estimada uma população de 2623, um decréscimo de 35 (-1.3%).

## Geografia
De acordo com o United States Census Bureau tem uma área de
23,1 km², dos quais 23,1 km² cobertos por terra e 0,0 km² cobertos por água. North Kingsville localiza-se a aproximadamente 240 m acima do nível do mar.

## Localidades na vizinhança
O diagrama seguinte representa as localidades num raio de 24 km ao redor de North Kingsville.